# Список пресмыкающихся Австрии

Австрия на карте Европы и Евросоюза

Список пресмыкающихся Австрии включает виды класса пресмыкающихся, которые были зарегистрированы на территории Австрии. Пресмыкающиеся, или рептилии (лат. Reptilia), — класс (по традиционной классификации) или парафилетическая группа (по кладистической классификации) преимущественно наземных позвоночных животных.

## Видовое разнообразие
Пресмыкающиеся составляют заметную часть фауны наземных позвоночных Европы в целом и Австрии в частности. В целом подтверждено постоянное обитание на территории страны 16 видов пресмыкающихся: двух видов черепах, 6 видов ящериц и 8 видов змей. Из них 15 видов являются автохтонными (со времени своего становления обитают в данной местности), а один вид (красноухая черепаха) — интродуцированным. Помимо этого предпринимались попытки интродуцировать средиземноморскую черепаху, однако они закончились неудачей. Один вид — степная гадюка — считается вымершим на территории Австрии (последнее задокументированное сообщение о его находке датируется 1973 годом). Помимо этого, имеются сомнительные, документально не подтверждённые данные об обитании на территории страны асписовой гадюки, но поскольку данный вид встречается в некоторых сопредельных странах, такая возможность полностью не исключена.

## Список видов
Данный список объединяет таксоны видового и подвидового уровня, которые были зарегистрированы на территории Австрии и приводились для неё исследователями в литературных публикациях. Список состоит из русских названий, биноменов (двухсловных названий, состоящих из сочетания имени рода и имени вида) и указанных с ними имён учёных, впервые описавших данный таксон, и годов, в которых это произошло. В четвёртом столбце таблицы для каждого вида приводится информация о его распространении на территории Австрии на основании работы «Rote Listen gefährdeter Tiere Österreichs» (Zulka K. P., 2007) если не указаны другие источники. Отряды и семейства в списке расположены в систематическом порядке.
Легенда:
 — виды, интродуцированные на территории Австрии, а также инвазионные виды
Обозначения охранного статуса МСОП:
- — виды на грани исчезновения (в критическом состоянии)
- — виды под угрозой исчезновения
- — уязвимые виды
- — виды, близкие к уязвимому положению
- — виды под наименьшей угрозой
- — виды, для оценки угрозы которым не хватает данных
- — виды, не представленные в Международной Красной книге

| Иллюстрация                                | Русское название              | Латинское название и автор таксона    | Ареал на территории страны. Замечания по систематике. | Статус МСОП                        |
| ------------------------------------------ | ----------------------------- | ------------------------------------- | --- | ---------------------------------- |
| Отряд Черепахи (Testudines)                |                               |                                       | |                                    |
| Семейство Пресноводные черепахи (Emydidae) |                               |                                       | |                                    |
|                                            | Европейская болотная черепаха | Emys orbicularis Linnaeus, 1758       | Природная популяция обитает в национальном парке Донау-Ауэн; отдельные экземпляры наблюдались в черте Вены. Имеются находки вида в северных и южных частях страны, а также в Форарльберге. Вид обитает в различных пресных водоёмах: прудах, озёрах, старицах, медленно текущих реках, каналах. В последнее время наблюдается устойчивая тенденция к сокращению численности, вид находится в критическом состоянии на территории Австрии. | Вид, близкий к уязвимому положению |
|                                            | Красноухая черепаха           | Trachemys scripta (Schoepff, 1792)    | Североамериканский вид черепах, инвазионный вид на территории многих стран, включая Австрию. Встречается на юго-востоке страны, в Вене и её окрестностях, а также в Каринтии. Населяет те же биотопы, что и европейская болотная черепаха. | Вид вне опасности                  |
| Отряд Чешуйчатые (Squamata)                |                               |                                       | |                                    |
| Подотряд Ящерицы (Lacertilia)              |                               |                                       | |                                    |
| Семейство Настоящие ящерицы (Lacertidae)   |                               |                                       | |                                    |
|                                            | —                             | Lacerta bilineata (Daudin, 1802)      | Вид распространён на юге Австрии, вблизи границы с Италией. Обитает в травянистых стациях с редкой деревенистой и кустарниковой растительностью, на сырых участках с густой растительностью, на прогреваемых солнцем склонах, в хорошо освещенных лесах, на опушках леса, в редколесьях и т. п. | Вид вне опасности                  |
|                                            | Обыкновенная стенная ящерица  | Podarcis muralis ( Laurenti, 1768)    | Встречается на севере страны между Веной и подножием Альп в Нижней Австрии, в Тироле, а также на юге страны. Обитает в засушливых местностях: кустарниковых зарослях, скалах, каменных руинах, на каменных стенах, насыпях вдоль железнодорожных путей, в фруктовых садах, виноградниках. | Вид, близкий к уязвимому положению |
|                                            | Живородящая ящерица           | Zootoca vivipara von Jacquin, 1787    | Распространён на всей территории страны, особенно в горных районах. Населяет опушки лесов, зарастающие вырубки в лесах, кустарниковые заросли, берега водоёмов, пойменные влажные луга, болотистые местности, и т. п. | Вид вне опасности                  |
|                                            | Зелёная ящерица               | Lacerta viridis Laurenti, 1768        | На территории Австрии обитает на севере, востоке и юге страны. Места обитания располагаются вдоль долины Дуная, Кампу и Дравы и других рек. В горах поднимается на высотах до 1300 метров над уровнем моря. Предпочитает засушливые, хорошо прогреваемые солнцем места. | Вид вне опасности                  |
|                                            | Прыткая ящерица               | Lacerta agilis Linnaeus, 1758         | Обитает на всей территории страны, в горах поднимается на высоты до 1700 м над уровнем моря. Вид населяет самые разнообразные биотопы всех ландшафтных зон страны, успешно осваивает агроландшафты. | Вид вне опасности                  |
|                                            | Ящерица Хорвата               | Iberolacerta horvathi (Mehely, 1904)  | Вид распространён в каринтийских Свежее и Караванке на высотах от 700 до 1700 метров над уровнем моря, а также в тирольских Альпах. Предпочитает влажные местообитания в скалах, также встречается в лесах возле речек и ручьев, на поросших мхами осыпях. | Вид, близкий к уязвимому положению |
| Семейство Веретеницевые (Anguidae)         |                               |                                       | |                                    |
|                                            | Ломкая веретеница             | Anguis fragilis Linnaues, 1758        | Вид распространён на всей территории страны. Обитает в лесах, на лесных опушках, окраинах лугов, пустошах, полянах, вырубках, просеках, обочинах дорог. | Вид вне опасности                  |
| Подотряд Змеи (Serpentes)                  |                               |                                       | |                                    |
| Семейство Ужеобразные (Colubridae)         |                               |                                       | |                                    |
|                                            | Водяной уж                    | Natrix tessellata Laurenti, 1768      | Встречается по всей стране. В горах поднимается на высоту до 1900 метров над уровнем моря. Обитает в основном в различных водоёмах. На суше встречается во время миграции в другие водоёмы. | Вид вне опасности                  |
|                                            | Обыкновенная медянка          | Coronella austriaca Laurenti, 1768    | Вид распространён на всей территории, кроме высокогорных регионов. Встречается в различных биотопах: на лесных полянах и опушках, среди редколесья, в долинах рек, в скалистых или каменистых местностях с бедной растительностью. | Вид вне опасности                  |
|                                            | Обыкновенный уж               | Natrix natrix Linnaeus, 1758          | Распространён по всей Австрии. Преимущественно встречается по берегам различных водоёмов, на низменных лугах, в пойменных кустарниках, на участках малых рек. Нередко встречается в населённых пунктах. | Вид вне опасности                  |
|                                            | Эскулапов полоз               | Zamenis longissimus ( Laurenti, 1768) | Вид распространён на востоке, севере и юге Австрии. Практически не встречается в высокогорных (Альпы) центральных и западных регионах страны. Предпочитает речные долины и лесистые предгорья. Охотно заселяет руины и заброшенные здания, случается в населенных пунктах. | Вид вне опасности                  |
| Семейство Гадюковые (Viperidae)            |                               |                                       | |                                    |
|                                            | Степная гадюка                | Vipera renardi (Christoph, 1861)      | Горный вид, считающийся вымершим на территории Австрии. Последнее задокументированное сообщение о его находке датируется 1973 годом. Предпочитает засушливые места (кроме наиболее засушливых участков): каменистые склоны, песчаные места, кустарниковую и степную растительность, горные луга. | Уязвимый вид                       |
|                                            | Обыкновенная гадюка           | Vipera berus Linnaeus, 1758           | Распространён в центральной, западной и юго-западной частях страны, в горах- на высотах до 2500 метров над уровнем моря. Горные популяции населяют альпийские луга и пастбища, опушки и лесным поляна. Равнинные популяции встречаются в различных, преимущественно увлажнённых биотопах, вблизи болот и болотных лугов. | Вид вне опасности                  |
|                                            | Носатая гадюка                | Vipera ammodytes Linnaeus, 1758       | Встречается только на юге Австрии — в Каринтии и Штирии, на высотах от 350 до 800 метров над уровнем моря. Обитает на каменистых склонах гор, поросших кустарниками, по осыпям и обрывам в долинах рек, в старых каменоломнях, в каменных заборах, разрушенных постройках, в кучах камней. | Вид вне опасности                  |